# Brigueil-le-Chantre

Brigueil-le-Chantre este o comună în departamentul Vienne, Franța. În 2009 avea o populație de 508 de locuitori.